# Daniel Seiter

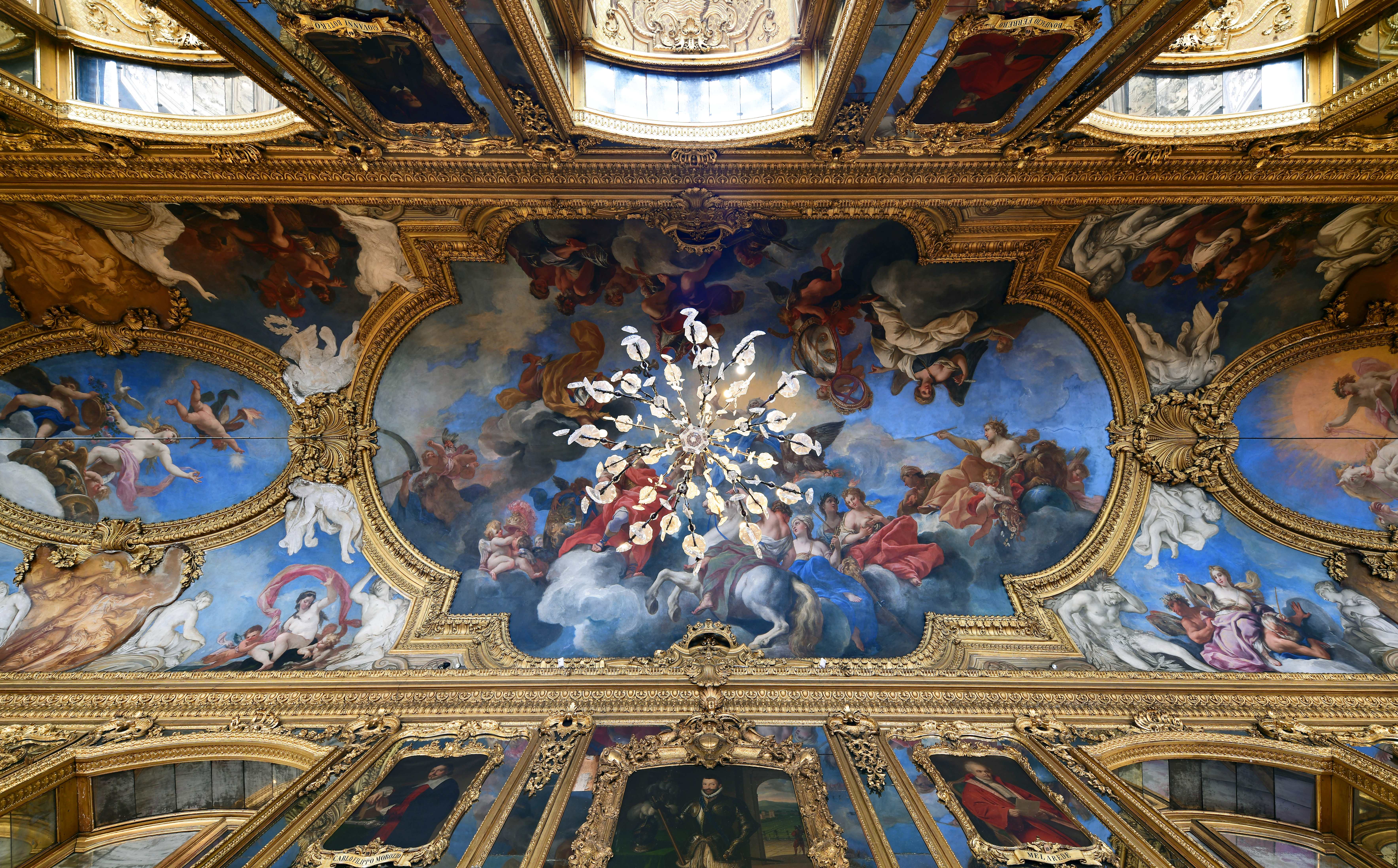
La Galleria del Daniel, Palazzo Reale di Torino, 1690

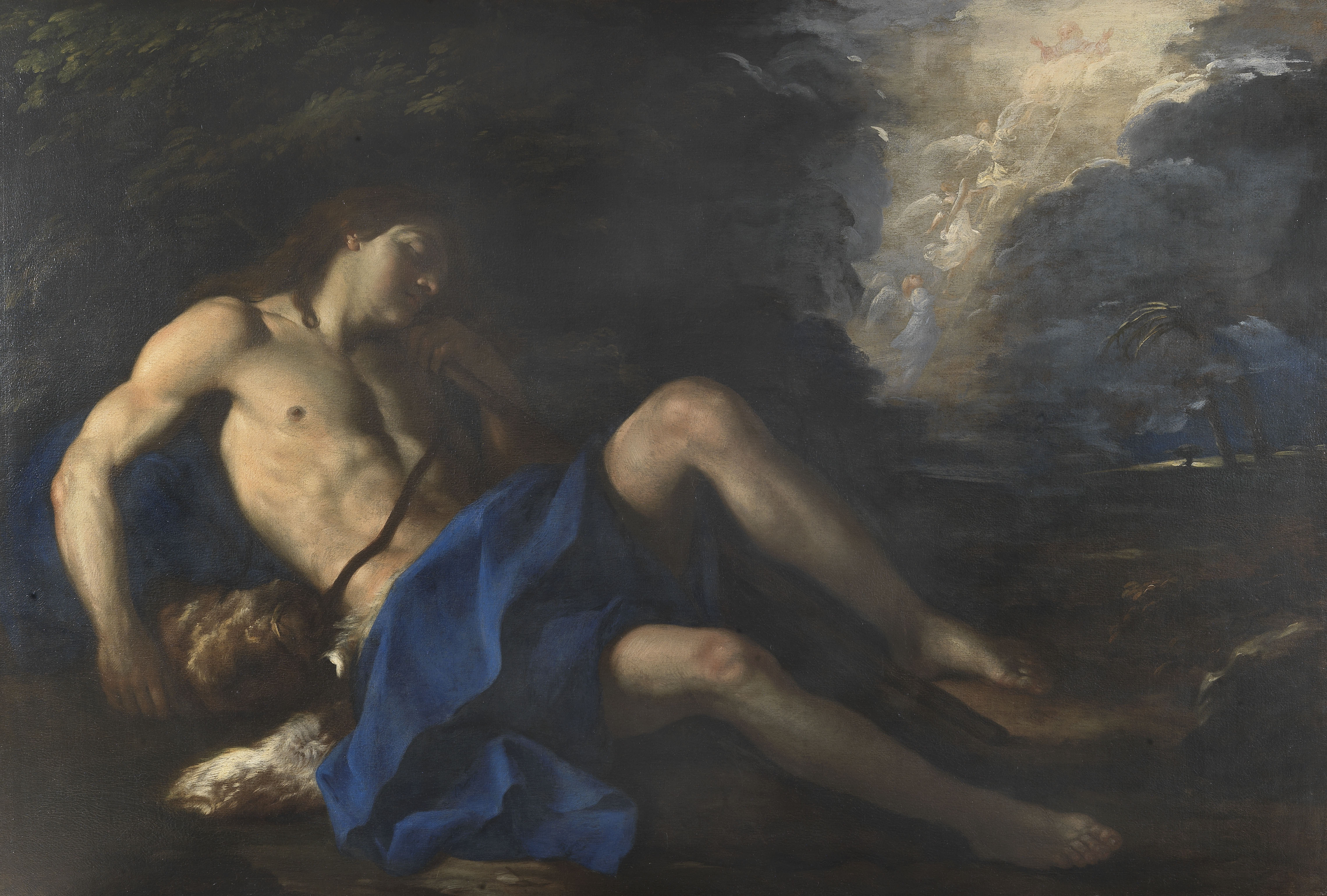
Sogno di Giacobbe, olio su tela, 148 x 218 cm, Collezione Mainetti, Roma

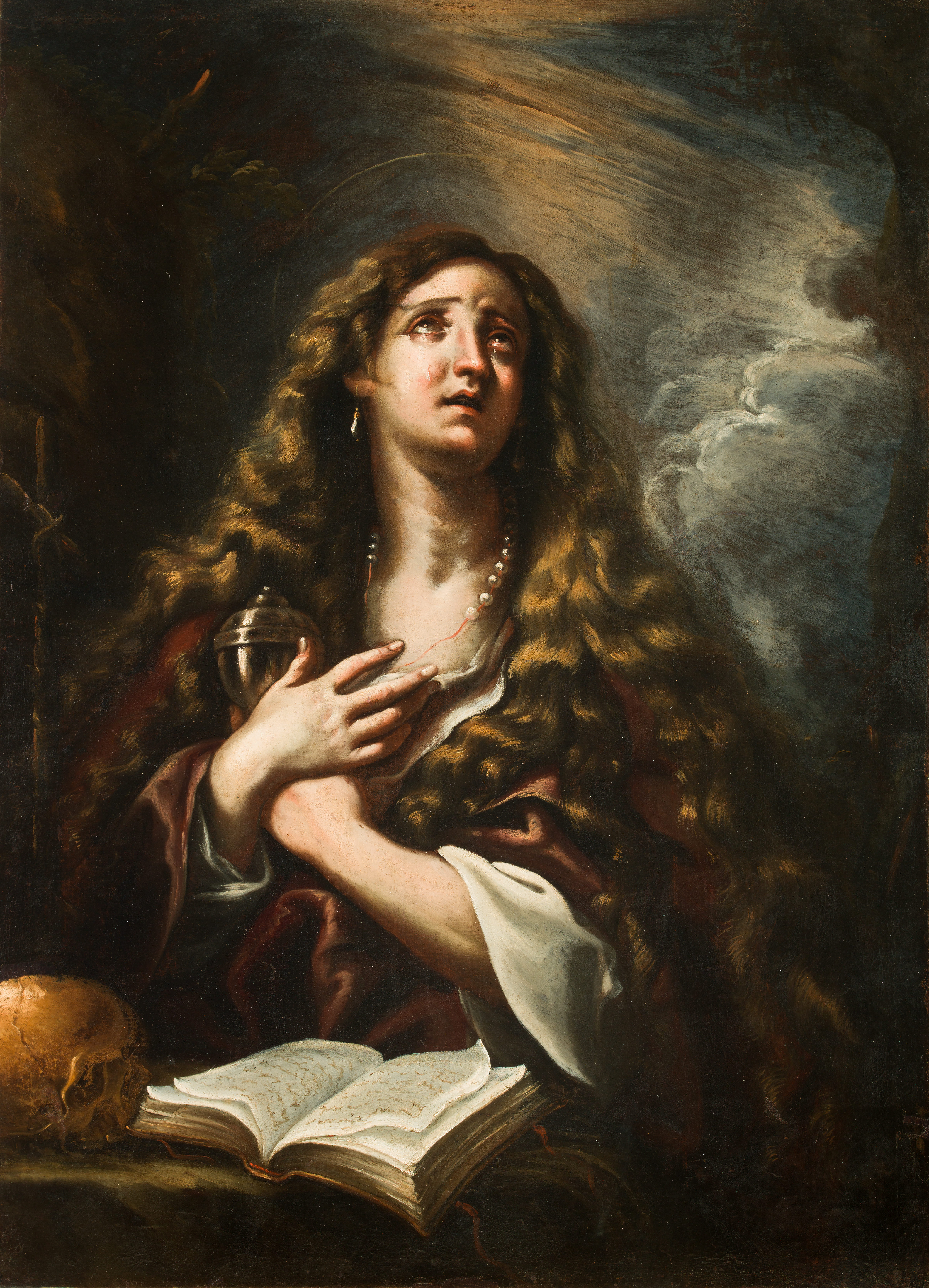
Maddalena Penitente, olio su tela, 130 x 100 cm, Museo Santa Caterina, Treviso

Daniel Seiter (o Saiter) (Vienna, 1642 o 1647 – Torino, 1705) è stato un pittore austriaco, che studiò ed operò in Italia durante il periodo barocco.

## Biografia
Iniziò il suo apprendistato a Venezia, nella bottega di Johann Carl Loth, per poi spostarsi a Roma, dove lavorò presso la bottega di Carlo Maratta. Si spostò quindi a Torino, dove collaborò alla realizzazione degli affreschi della cupola della Cappella dell'Ospedale Maggiore ed eseguì anche delle decorazioni nel Palazzo Reale (la cui "Galleria del Daniel" prende nome dall'artista, che ne decorò la volta con l'Apoteosi di Vittorio Amedeo II e con alcune scene mitologiche) e nella Villa della Regina. Nel Palazzo Reale dipinse la tela con Selene ed Endimione nella camera da letto del duca (oggi "camera da letto della regina") ed il soffitto dell'attuale "camera da letto di re Carlo Alberto". Inoltre dipinse la volta, al piano terra, della Sala da Parata (oggi "sala da pranzo dell'appartamento di Maria Felicita di Savoia"), che rappresenta i quattro elementi (la fucina di Vulcano per il fuoco, Eolo che rapisce Orizia per l'aria, Nettuno e Galatea per l'acqua e Bacco, Flora e Pomona per la terra). 
Nella cappella del Palazzo Chiablese di Villa della Regina, sull'altare era collocata una sua tela che rappresentava Santa Genoveffa, andata persa con i bombardamenti della seconda guerra mondiale che distrussero tutto l'edificio.
Daniel Seiter dipinse per l'Ospedale di Carità in via Po a Torino la grande tela della Vergine Assunta con la Fede e la Carità, affiancata da due tondi, che rappresentavano uno la beata Margherita di Savoia e l'altro  l’"Elemosina del beato Amedeo IX di Savoia". L'edificio venne distrutto dai bombardamenti della seconda guerra mondiale e la tela della Beata Margherita andò distrutta anch'essa. Gli altri due dipinti superstiti appartengono oggi alle collezioni del Museo Civico di Palazzo Madama.
Altre tele sono presenti in alcune chiese torinesi e nella Galleria Sabauda di Torino.
Lavorò anche in Germania, a Kremsmünster, Brunswick e Dresda, per poi terminare i suoi giorni a Torino.